# 巴赫特爾魏爾湖

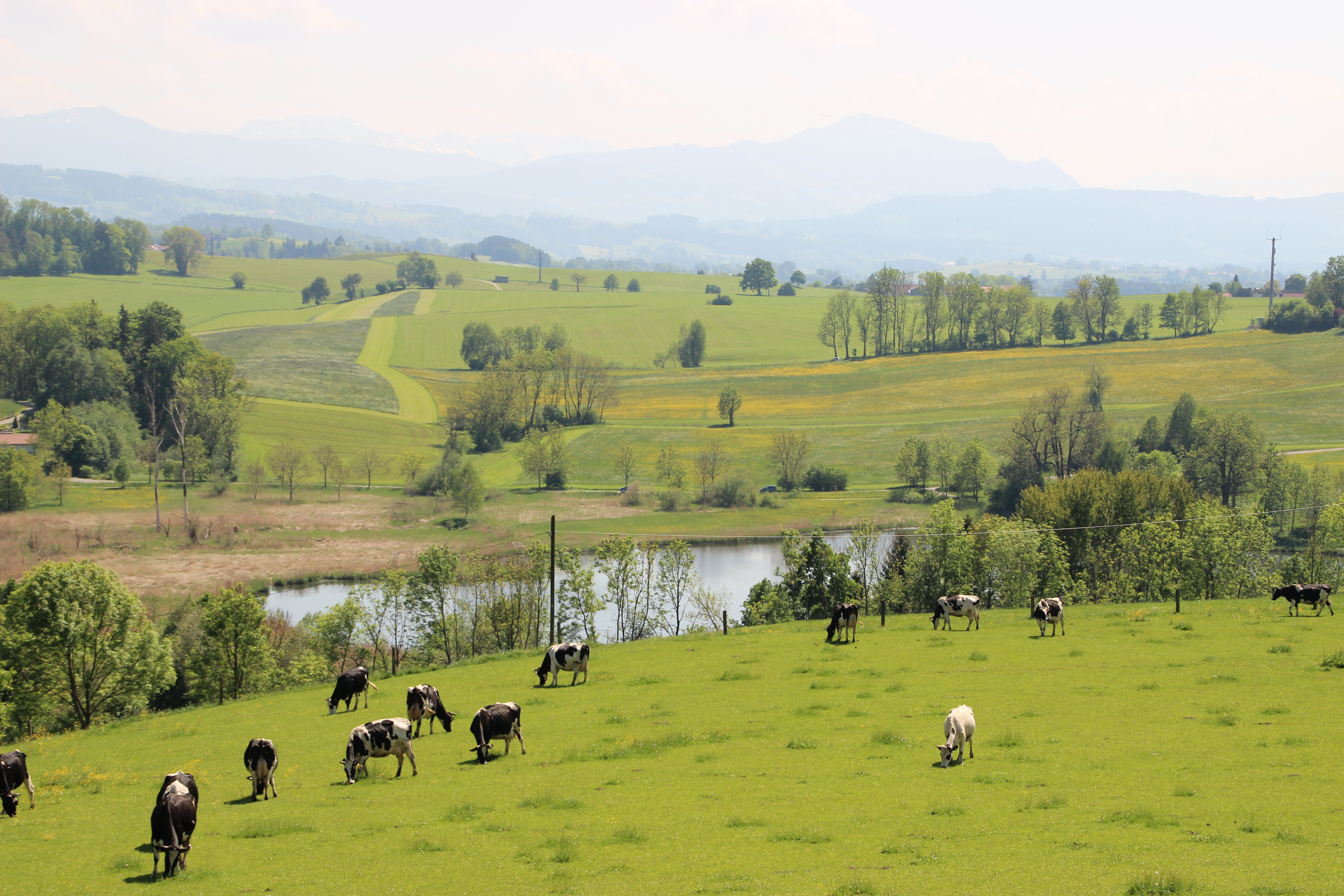

47°43′12″N 10°20′53″E / 47.720°N 10.348°E
巴赫特爾魏爾湖（德語：Bachtelweiher），是德國的湖泊，位於該國東南部，由巴伐利亞州負責管轄，長0.3公里、寬0.16公里，面積0.05平方公里，海拔高度707米，最大水深3.8米。